# With Oden on Our Side
With Oden on Our Side — шестой студийный альбом шведской группы Amon Amarth в жанре мелодичного дэт-метала, вышедший в 2006 году.

## Об альбоме
Запись With Oden on Our Side проходила в мае-июне 2006 года на студии Fascination Street в шведском городе Эребру. Релиз альбома на лейбле Metal Blade Records состоялся 22 сентября 2006 года. Помимо стандартного издания на CD была выпущена ограниченным тиражом двухдисковая версия в диджипэке, дополненная концертными и демо записями, а также ранее не издававшимися композициями. Также ограниченным тиражом была выпущена LP версия альбома на красном виниле. На песни «Runes to My Memory» и «Cry of the Black Birds» были сняты музыкальные клипы.
На обложке альбома представлено изображение бога Одина, въезжающего на своём восьминогом жеребце Слейпнире в Вальгаллу. Данное изображение было взято с картинного камня из Tjängvide.
Это первый альбом группы, попавший в чарты Billboard, Top Heatseekers и Independent Albums. Максимальные позиции альбома в них составили 15 и 26 соответственно.

## Список композиций
1. «Valhall Awaits Me» — 4:44
2. «Runes to My Memory» — 4:33
3. «Asator» — 3:04
4. «Hermod’s Ride to Hel — Lokes Treachery Part 1» — 4:41
5. «Gods of War Arise» — 6:03
6. «With Oden on Our Side» — 4:35
7. «Cry of the Black Birds» — 3:50
8. «Under the Northern Star» — 4:17
9. «Prediction of Warfare» — 6:37

Бонусные треки
1. «Where Silent Gods Stand Guard» (Live at Wacken 2004) — 6:11
2. «Death in Fire» (Live at Wacken 2004) — 4:55
3. «With Oden on Our Side» (Demo version) — 4:32
4. «Hermod’s Ride to Hel — Lokes Treachery Part 1» (Demo version) — 4:49
5. «Once Sent from the Golden Hall» (Sunlight recording 1997) — 4:03
6. «Return of the Gods» (Sunlight recording 1997 — previously unreleased song) — 3:34

- Треки 3 и 4 записаны в студии для репетиций Amon Amarth в январе 2006 года.
- Треки 5 и 6 записаны в Sunlight Studio в марте 1997 года.

## Участники записи
- Юхан Хегг − вокал
- Олави Микконен − гитара
- Юхан Сёдерберг − гитара
- Тэд Лундстрём − бас
- Фредрик Андерссон − ударные